# Liste der Werke von Paul Hindemith
Diese Liste umfasst die musikalischen Werke und Schriften des Komponisten Paul Hindemith. Die Zusammenstellung basiert auf den Verzeichnissen:
- International Music Score Library Project List of works by Paul Hindemith
- Eberhard Preußner, Andres Briner: Hindemith, Paul, in: Die Musik in Geschichte und Gegenwart, 1. Auflage, Bd. 6, Sp. 442–450, Kassel u. a.: Bärenreiter 1957
- Giselher Schubert: Hindemith, Paul, in: Musik in Geschichte und Gegenwart, 2. Auflage, Personenteil Bd. 9, Sp. 26–35, Kassel u. a.: Bärenreiter 2003
- Wikipedia

Im Folgenden bedeuten die Abkürzungen:
- GA – Paul Hindemith Sämtliche Werke[1] – Herausgegeben von Kurt von Fischer (†), Ludwig Finscher und Giselher Schubert im Auftrag der Hindemith-Stiftung. Editionsleitung: Giselher Schubert und Luitgard Schader. Publiziert bei B. Schott’s Söhne Mainz 1975–(noch im Erscheinen begriffen)[2][3]. Die Serien- und Bandaufteilung siehe unten „Gesamtausgabe“.
- AVR – Paul Hindemith, Aufsätze, Vorträge, Reden, herausgegeben von Giselher Schubert, Zürich/Mainz 1994
- Werkeinführungen – Werkeinführungen und Vorworte von Paul Hindemith, herausgegeben von Susanne Schaal-Gotthardt, in: Hindemith-Jahrbuch 29, 2000, S. 127–208

## Vokalmusik

### Messen, Oratorien, Kantaten
- Das Unaufhörliche (Gottfried Benn), Oratorium für Soli, gemischten Chor, Knabenchor und Orchester (1930/31) (GA VII/1)
- Old Irish Air (anonym) für gemischten Chor und Klavier/Harfe und Streicher (1940)
- When Lilacs Last in the Door-yard Bloom’d. A Requiem „For Those We Love“ (Walt Whitman) für Mezzosopran, Bariton, gemischten Chor und Orchester [1946] (GA VII/2)
- Apparebit repentina dies (anonym) für gemischten Chor und Blechbläser (1947)
- Ite, angeli veloces (Paul Claudel), Kantate, in 3 Teilen:
  - I. Chant de triomphe du roi David für Alt, Tenor, gemischten Chor, Volkschor und Orchester (1955)
  - II. Custos quid de nocte für Mezzosopran, Alt, Tenor, gemischten Chor und Orchester (1955)
  - III. Cantique de l’esperance für Mezzosopran, Alt, Tenor, gemischten Chor, Volksgesang und Orchester (1953)
- Mainzer Umzug (Carl Zuckmayer), Volksvergnügen für 3 Singstimmen, gemischten Chor und Orchester (1962)
- Messe für gemischten Chor (1963) (GA VII/5)
- Credo für gemischten Chor und Instrumente (1963), Fragment (GA VII/5)

### Chöre

#### Gemischter Chor
- Liedsätze aus dem Kontrapunkt-Unterricht (1912/1914) (GA VII/5)
  - 1. Christus der ist mein Leben
  - 2. Erhalt uns Herr, bei deinem Wort
  - 3. Nun komm der Heiden Heiland
  - 4. Gott des Himmels
  - 5. Reiters Abschied
  - 6. Entlaubet ist der Walde
  - 7. Mir ist ein rot Goldringelein
- Lieder nach alten Texten op. 33 (2 Fassungen, anonym) (1923) (GA VII/5), Neufassung der Nrn. 1, 2, 3 und 6 sowie True Love (Heinrich von Veldeke) als Five Songs on Old Texts (1937) (GA VII/5)
  - 1. Vom Hausregiment (2 Fassungen, Martin Luther)
  - 2. Frauentage (Burggraf zu Regensburg)
  - 3. Art läßt nicht von Art (2 Fassungen, Spervogel)
  - 4. Der Liebe Schrein (2 Fassungen, Heinrich von Morungen)
  - 5. Heimliches Glück (Reinmar)
  - 6. Landsknechtstrinklied
- Der Guguck (anonym) (1923) (GA VII/5)
- Six Chansons (Rainer Maria Rilke) (2 Fassungen, 1939) (GA VII/5)
  - 1. La Biche
  - 2. Un cygne
  - 3. Puisque tout passe
  - 4. Printemps
  - 5. En hiver
  - 6. Verger
- Madrigale (Josef Weinheber) (1958) (GA VII/5)
  - 1. Mitwelt
  - 2. Eines Narren, eines Künstlers Leben
  - 3. Tauche deine Furcht
  - 4. Trink aus!
  - 5. An eine Tote
  - 6. Frühling
  - 7. An einen Schmetterling
  - 8. Judaskuß
  - 9. Magisches Rezept
  - 10. Es bleibt wohl
  - 11. Kraft fand zu Form
  - 12. Du Zweifel

#### Für gleiche Stimmen
- Spruch eines Fahrenden (anonym) (1928) (GA VII/5)
- Chorlieder für Knaben (Karl Schnog) (1930) (GA VII/5)
  - 1. Bastellied
  - 2. Angst vorm Schwimmunterricht
  - 3. Schundromane lesen

#### Männerchor
- Eine lichte Mitternacht (Walt Whitman) (1929) (GA VII/5)
- Über das Frühjahr (Bertolt Brecht) (1929) (GA VII/5)
- Du mußt dir alles geben (Gottfried Benn) (1930) (GA VII/5)
- Fürst Kraft (Gottfried Benn) (1930) (GA VII/5)
- Vision des Mannes (Gottfried Benn) (1930) (GA VII/5)
- Der Tod (Friedrich Hölderlin zugeschrieben, tatsächlich von Friedrich Gottlieb Klopstock) (1931) (GA VII/5)
- Chöre für 4 Männerstimmen (1939) (GA VII/5)
  - 1. Das verfluchte Geld (anonym)
  - 2. Nun, da der Tag (Friedrich Hölderlin)
  - 3. Die Stiefmutter (anonym)
- Variationen über ein altes Tanzlied (anonym) (1939) (GA VII/5)
- Erster Schnee (Gottfried Keller) (1939) (GA VII/5)
- The Demon of the Gibbet (Fitz-James O’Brien) (1949) (GA VII/5)

### Lieder

#### Klavierlieder
- 7 Lieder (1908/09) (GA VI/1)
  - 1. Nachtlied (Friedrich Hebbel)
  - 2. Die Rosen (Friedrich Hebbel)
  - 3. Sommerbild (Friedrich Hebbel)
  - 4. Mein Sterben (Robert Julian Hodel)
  - 5. Heimatklänge (Hans von Matt)
  - 6. Frühlingstraum (Arnold Ott)
  - 7. Georgslied (Johann Wolfgang Goethe)
- Nähe des Geliebten (Johann Wolfgang Goethe) (1914) (GA VI/1)
- Lustige Lieder in Aargauer Mundart op. 5 (1914/16) (GA VI/1)
  - 1. Schössli bschnyde (2 Fassungen, Sofie Hämmerli-Marti)
  - 2. Zur Unzeit (Adolf Frey)
  - 3. Die Hexe (Adolf Frey)
  - 4. Dä liess ig y! (Josef Reinhart)
  - 5. Kindchen (Adolf Frey)
  - 6. Erwachen (Josef Reinhart)
  - 7. Tanzliedli (Josef Reinhart)
- 2 Lieder (1917) (GA VI/1)
  - 1. Ich bin so allein (Else Lasker-Schüler)
  - 2. Schlaflied (Guido Gezeile)
- Drei Hymnen von Walt Whitman op. 14 (1919) (GA VI/1)
  - 1. Der ich, in Zwischenräumen, in Äonen und Äonen wiederkehre
  - 2. O, nun heb du an, dort in deinem Moor
  - 3. Schlagt! Schlagt! Trommeln!
- Frau Sorge (Ludwig Jakobowski), Melodram (1919), verschollen
- Lieder mit Klavier op. 18 (1920) (GA VI/1)
  - 1. Die trunkene Tänzerin (Curt Bock)
  - 2. Wie Sanct Franciscus schweb’ ich in der Luft (Christian Morgenstern)
  - 3. Traum (Lasker-Schüler)
  - 4. Auf der Treppe sitzen meine Öhrchen (Christian Morgenstern)
  - 5. Vor dir schein ich aufgewacht (Christian Morgenstern)
  - 6. Du machst mich traurig – hör (Lasker-Schüler)
  - 7. Durch die abendlichen Gärten (Heinar Schilling)
  - 8. Trompeten (Georg Trakl)
- Das Kind (Friedrich von Hagedorn) (1922) (GA VI/1)
- Das Marienleben (Rainer Maria Rilke) op. 27 (Erstfassung 1922/23 [GA VI/1], Neufassung 1936–1948)
  - 1. Geburt Mariä
  - 2. Die Darstellung Mariä im Tempel
  - 3. Mariä Verkündigung
  - 4. Mariä Heimsuchung
  - 5. Argwohn Josephs
  - 6. Verkündigung über die Hirten
  - 7. Geburt Christi
  - 8. Rast auf der Flucht nach Ägypten
  - 9. Von der Hochzeit zu Kana
  - 10. Vor der Passion
  - 11. Pieta
  - 12. Stillung Mariä mit dem Auferstandenen
  - 13. Vom Tode Mariä I
  - 14. Vom Tode Mariä II
  - 15. Vom Tode Mariä III
- 4 Lieder nach Matthias Claudius (1933)
  - 1. Es ist etwas im Menschen
  - 2. Der Tod ist ’n eigener Mann
  - 3. Ein gutes Gewissen im Menschen
  - 4. Wenn du Paul den Peter loben hörst
- 4 Lieder nach Texten von Novalis (1933)
  - 1. Hymne
  - 2. Das Lied der Toten
  - 3. Gesang
  - 4. Ich will nicht klagen mehr
- 3 Lieder nach Texten von Wilhelm Busch (1933), verschollen
  - 1. Schein und Sein
  - 2. Verfrüht
  - 3. Es saß ein Fuchs
- 4 Lieder nach Texten von Rückert (1933)
  - 1. Mitternacht (verschollen)
  - 2. Ein Obdach gegen Sturm und Regen (verschollen)
  - 3. Das Ganze, nicht das Einzelne
  - 4. Was du getan (verschollen)
- 6 Lieder nach Gedichten von Friedrich Hölderlin (1933/1935)
  - 1. An die Parzen
  - 2. Sonnenuntergang (2 Fassungen)
  - 3. Ehmals und jetzt (2 Fassungen)
  - 4. Des Morgens
  - 5. Fragment
  - 6. Abendphantasie
- 4 Lieder nach Texten des Angelus Silesius (1935)
  - 1. Weg, weg ihr Seraphim
  - 2. Es kann in Ewigkeit
  - 3. Du sprichst, das Große
  - 4. Du sprichst, versetze dich
- Das Köhlerweib ist trunken (Gottfried Keller) (1936)
- Lieder nach Texten von Brentano (1936)
  - 1. Singet leise
  - 2. Brautgesang
- Der Einsiedler (Agostino da Cruz) (1939)
- Lieder nach Texten von Friedrich Nietzsche (1939)
  - 1. Unter Feinden
  - 2. Die Sonne sinkt
- Du bist mein – I am of Thee (Werinher von Tegernsee) (1941) (GA VI/3)
- Abendständchen (Clemens Brentano) (1942) (GA VI/3)
- Abendwolke (Rilke) (1942) (GA VI/3)
- C’est de la côte d’Adam (Rilke) (1942) (GA VI/3)
- Eau qui se presse (Rilke) (1942) (GA VI/3)
- Frauenklage/Lady’s Lament (Burggraf zu Regensburg) (1942) (GA VI/3)
- Ich will Trauern lassen stehn (anonym) (1942) (GA VI/3)
- La Belle Dame sans Merci (John Keats) (1942) (GA VI/3)
- La Cigale et la fourmi (Lafontaine) (1942) (GA VI/3)
- Lampe du soir (Rilke) (1942) (GA VI/3)
- Levis exsurgit Zephynis (anonym) (1942) (GA VI/3)
- Nach einer alten Skizze (Conrad Ferdinand Meyer) (1942) (GA VI/3)
- O Grille, sing (Maximilian Dauthendey) (1942) (GA VI/3)
- On arrange et on compose (Rilke) (1942) (GA VI/3)
- Ranae ad Solem (Phaedrus) (1942) (GA VI/3)
- To a Snowflake (Francis Thompson) (1942) (GA VI/3)
- Tränenkrüglein (Rilke) (1942) (GA VI/3)
- Trübes Wetter (Gottfried Keller) (1942) (GA VI/3)
- Wer wußte je das Leben recht zu fassen (August von Platen) (1942) (GA VI/3)
- Zum Abschiede meiner Tochter (Joseph von Eichendorff) (1942) (GA VI/3)
- Nine English Songs (1942/1944) (GA VI/3)
  - 1. On Hearing „The Last Rose of Summer“ (Charles Wolfe)
  - 2. Echo (Thomas Moore)
  - 3. The Moon (Percy Bysshe Shelley)
  - 4. On a Fly Drinking Out of His Cup (William Oldys)
  - 5. The Whistlin Thief (Samuel Lover)
  - 6. Envoy (Francis Thompson)
  - 7. The Wild Flowers Song (William Blake)
  - 8. Sing on There in the Swamp (Walt Whitman)
  - 9. To Music, to Becalm His Fever (Robert Herrick)
- Bal des Pendus (Jean-Arthur Rimbaud) (1944) (GA VI/3)
- Le Revenant (Charles Baudelaire) (1944) (GA VI/3)
- Sainte (Stephane Mallarmé) (1944) (GA VI/3)
- Two Songs (Oscar Cox) (GA VI/3)
  - 1. Image
  - 2. Beauty Touch Me (1955)
- Motetten (Liber usualis) (1940–1960) (GA VI/3)
  - 1. Cum natus esset
  - 2. In principio erat Verbum
  - 3. Ascendente Jesu in naviculam
  - 4. Pastores loquebantur
  - 5. Nuptiae factae sunt
  - 6. Angelus Domini apparuit
  - 7. Defuncto Herode
  - 8. Dicebat Jesus scribis et pharisaeis
  - 9. Dixit Jesus Petro
  - 10. Cumfactus esset Jesus annorum duodecim
  - 11. Erat Joseph et Maria
  - 12. Vidit Joannes Jesum venientem
  - 13. Exiit edictum (2 Fassungen)
  - 14. Cum descendisset Jesus de monte

#### Lieder mit Instrumenten, Orchesterlieder
- Eine Kammermusik für Alt, Flöte, Harfe, Klavier und Streichquartett (1915/16), Fragment (GA VI/4)
- Drei Gesänge für Sopran und großes Orchester op. 9 (1917) (GA VI/5)
  - 1. Meine Nächte sind heiser zerschrien (Ernst Wilhelm Lotz)
  - 2. Weitende (Else Lasker-Schüler)
  - 3. Aufbruch der Jugend (Ernst Wilhelm Lotz)
- Wie es wär’, wenn’s anders wäre (Franz Bonn) für Sopran, Flöte, Oboe, Fagott, 2 Violinen, Viola und 2 Violoncelli (1918) (GA VI/4)
- Melancholie (Christian Morgenstern) für Frauenstimme und Streichquartett op. 13 (1917/1919) (GA VI/4)
  - 1. Die Primeln blühn und grüßen
  - 2. Nebelweben
  - 3. Dunkler Tropfe
  - 4. Traumwald
- Des Todes Tod (Eduard Reinacher) für Frauenstimme, 2 Violen und 2 Violoncelli op. 23a (1922) (GA VI/4)
  - 1. Gesicht von Tod und Elend
  - 2. Gottes Tod
  - 3. Des Todes Tod
- Die junge Magd (Georg Trakl) für Alt, Flöte, Klarinette und Streichquartett op. 23 Nr. 2 (1922) (GA VI/4)
  - 1. Oft am Brunnen
  - 2. Stille schafft sie in der Kammer
  - 3. Nächtens überm kahlen Anger
  - 4. In der Schmiede dröhnt der Hammer
  - 5. Schmächtig hingestreckt im Bette
  - 6. Abends schweben blutige Linnen
- Die Serenaden, Kleine Kantate nach romantischen Texten für Sopran, Oboe, Viola und Violoncello op. 35 (1924) (GA VI/4)
  - I. Barcarole (Adolf Licht); An Phyllis (Johann Wilhelm Ludwig Gleim); Toccata für Violoncello; Corrente für Sopran und Violoncello; Nur Mut (Ludwig Tieck)
  - II. Duett für Viola und Violoncello; Der Abend (Joseph von Eichendorff); Der Wurm am Meer (Wilhelm Meinhold)
  - III. Trio; Gute Nacht (Siegfried August Mahlmann)
- 6 Lieder aus „Das Marienleben“ (Rainer Maria Rilke) für Sopran und Orchester (1939/1959) (GA VI/5)
  - 1. Geburt Mariä
  - 2. Argwohn Josephs
  - 3. Geburt Christi
  - 4. Rast auf der Flucht nach Ägypten
  - 5. Vor der Passion
  - 6. Vom Tode Mariä III

## Bühnenwerke

### Opern
- Der Vetter auf Besuch (Wilhelm Busch) (1912/13), Fragment, verschollen
- Mörder, Hoffnung der Frauen (Oskar Kokoschka), Oper 1 Akt op. 12 (1919; 4. Juni 1921 Stuttgart) (GA I/1)
- Das Nusch-Nuschi (Franz Blei), ein Spiel für burmanische Marionetten 1 Akt op. 20 (1920; 4. Juni 1921 Stuttgart) (GA I/2)
- Sancta Susanna (August Stramm), Oper 1 Akt op. 21 (1921; 26. März 1922 Frankfurt/Main) (GA I/3)
- Cardillac (Ferdinand Lion), Oper 3 Akte op. 39 (1925/26; 9. Nov. 1926 Dresden) (GA I/4.1–3); Neufassung (Paul Hindemith), Oper 4 Akte (1952; 20. Juni 1952 Zürich)
- Hin und zurück (Marcellus Schiffer), Sketch mit Musik op. 45a (1927; 17. Juli 1927 Baden-Baden) (GA 1/6)
- Neues vom Tage (Marcellus Schiffer), lustige Oper 3 Akte (1928/29; 8. Juni 1929 Berlin) (GA I/7.1–2); Neufassung (Paul Hindemith), lustige Oper 2 Akte (1953/54; 7. April 1954 Neapel)
- Lehrstück (Bertolt Brecht) (1929; 28. Juli 1929 Baden-Baden) (GA I/6)
- Mathis der Maler (Paul Hindemith), Oper in 7 Bildern (1934/35; Mai 1938 Zürich)
- Die Harmonie der Welt (Paul Hindemith), Oper 5 Aufzüge (1956/57; 11. Aug. 1957 München)
- The Long Christmas Dinner/Das lange Weihnachtsmahl (Thornton Wilder/Hindemith), Oper 1 Akt (1960/61; 17. Dez. 1961 Mannheim) (GA I/11)

### Ballette
- Der Dämon (Max Krell), Tanzpantomime 2 Bilder op. 28 (1922; 1. Dez. 1923 Darmstadt)
- Das Triadische Ballett (Oskar Schlemmer) für mechanische Orgel (1926; 25. Juli 1926 Donaueschingen), fragmentarisch erhalten
- Nobilissima Visione (Hindemith/Leonide Massine), Tanzlegende 6 Bilder (1938; 21. Juli 1938 London), Einrichtung für großes Orchester (1939)
- Theme with Four Variations (According to the Four Temperaments) (George Balanchine) (1940; 20. Nov. 1946 New York)
- Hérodiade de Stephane Mallarmé (Martha Graham), Recitation orchestrale (1944; 30. Okt. 1944 Washington)

### Bühnenmusik
- Das Glück ist blind (Franz Pocci) für Klavier (1915?), verschollen
- Kasperls Heldentaten (Franz Pocci) für Gesang und Violoncello (1915?)
- Kasperl unter den Wilden (Franz Pocci) für Kindertrompete, Triangel, Becken, Klaviertrio und Violoncello (1915?)
- Lohengrin-Farodie (Friedrich Huch) (1915), Fragment
- Die Zaubergeige (Pocci) (1915?), Fragment

## Instrumentalmusik

### Orchesterwerke
- Lustige Sinfonietta für kleines Orchester op. 4 (1916) (GA II/1)
- Nusch-Nuschi-Tänze, Tanzsuite aus dem Spiel für burmanische Marionetten (1921)
- Rag Time (wohltemperiert) für großes Orchester (1921) (GA II/1)
- Der Dämon, Konzertsuite aus der Tanzpantomime für Kammerorchester (1923)
- Konzert für Orchester op. 38 (1925) (GA II/1)
- Konzertmusik für Blasorchester op. 41 (1926)
- Neues vom Tage, Ouverture zur Oper mit Konzertschluß (1930)
- Konzertmusik für Streichorchester und Blechbläser op. 50 (1930) (GA II/1)
- Marsch für Blasmusik (1932), verschollen
- Philharmonisches Konzert. Variationen für Orchester (1932) (GA II/2)
- Symphonie „Mathis der Maler“ (1933/34) (GA II/2)
- Symphonische Tänze für großes Orchester (1937) (GA II/3)
- Nobilissima Visione, Orchestersuite nach der Musik der Tanzlegende (1938)
- Symphonie in Es (1940) (GA II/4)
- Poor Lazarus and the Rich Man, a Virginian Ballad for Orchestra (1941), Fragment (GA II/4)
- Amor and Psyche (Farnesina), Ballet Overture (1943) (GA II/4)
- Symphonic Metamorphosis of Themes by C.M. von Weber (1943)
- Symphonia Serena (1946)
- When Lilacs Last in the Door-yard Bloom’d, Prelude for Orchestra (1946) (GA VII/2)
- Sinfonietta in E (1949/50)
- Symphony in B-flat for Concert Band (1951)
- Symphonie „Die Harmonie der Welt“ (1951)
- Pittsburgh Symphony (1958) (GA II/7)
- Marsch für Orchester über den alten „Schweizerton“ (1960) (GA II/7)

### Konzerte
- Konzert für Violoncello und Orchester op. 3 (1915/16) (GA III/5)
- Klaviermusik mit Orchester, Klavier nur linke Hand op. 29 (1923)
- Konzertmusik für Solo-Bratsche und größeres Kammerorchester op. 48 (2 Fassungen, 1930) (GA III/3–4)
- Konzertmusik für Klavier, Blechbläser und 2 Harfen op. 49 (1930)
- Der Schwanendreher, Konzert nach alten Volksliedern für Bratsche und kleines Orchester (1935/36) (GA III/4)
- Trauermusik für Streichorchester mit Solo-Bratsche (1936) (GA III/4)
- Konzert für Violine und Orchester (1939) (GA III/3)
- Konzert für Violoncello und Orchester (1940) (GA III/5)
- Konzert für Klavier und Orchester (1945)
- Konzert für Klarinette und Orchester (1947) (GA III/7)
- Konzert für Horn und Orchester (1949) (GA III/7)
- Konzert für Holzbläser, Harfe und Orchester (1949) (GA III/8)
- Konzert für Trompete, Fagott und Streichorchester (1949/1952) (GA III/8)
- Konzert für Orgel und Orchester (1962/63)

### Kammermusik

#### Konzertante Kammermusik
- Kammermusik Nr. 1 für 12 Solo-Instrumente op. 24 Nr. 1 (1922)
- Kammermusik Nr. 2 für Klavier und 12 Solo-Instrumente op. 36 Nr. 1 (1924)
- Kammermusik Nr. 3 für Violoncello und 10 Solo-Instrumente op. 36 Nr. 2 (1925)
- Kammermusik Nr. 4 für Violine und größeres Kammerorchester op. 36 Nr. 3 (1925; 1. Satz umgearbeitet (1951))
- Kammermusik Nr. 5 für Bratsche und größeres Kammerorchester op. 36 Nr. 4 (1927)
- Kammermusik Nr. 6 für Viola d’amore und Kammerorchester op. 46 Nr. 1 (erste Fassung 1927; zweite Fassung 1930)
- Kammermusik Nr. 7 für Orgel und Kammerorchester op. 46 Nr. 2 (1927)

#### Größere Besetzungen
- Quintett für Klavier und Streichquartett op. 7 (1917), verschollen
- Sonate für 10 Instrumente (1917), Fragment (GA V/1)
- Kleine Kammermusik für 5 Bläser op. 24 Nr. 2 (1922) (GA V/1)
- Quintett für Klarinette und Streichquartett op. 30 (erste Fassung 1923 [GA V/1], zweite Fassung 1954)
- 3 Anekdoten für Radio (Drei Stücke für 5 Instrumente) (1925) (GA V/1)
- Septett für Flöte, Oboe, Klarinette, Bassklarinette/2. Fagott, Fagott, Horn und Trompete (1948) (GA V/1)
- Oktett für Klarinette, Fagott, Horn, Violine, 2 Bratsche, Violoncello und Kontrabass (1958) (GA V/1)

#### Quartette
- 1. Streichquartett op. 2 (1915)
- 2. Streichquartett op. 10 (1918)
- 3. Streichquartett op. 16 (1920)
- 4. Streichquartett op. 22 (1921)
- 5. Streichquartett op. 32 (1923)
- Quartett für Klarinette, Violine, Violoncello und Klavier (1938)
- 6. Streichquartett (1943)
- 7. Streichquartett (1945)
- Sonate für 4 Hörner (1952)

#### Trios
- Trio für Klarinette, Horn und Klavier op. 1 (1914), verschollen
- 1. Streichtrio op. 34 (1924) (GA V/5)
- 2 kleine Trios für Flöte, Klarinette und Kontrabass (1927), verschollen
- Trio für Klavier, Bratsche und Heckelphon/Tenorsax. op. 47 (1928)
- Triosatz für 3 Gitarren (1930)
- 2. Streichtrio (1933) (GA V/5)
- Blockflötentrio (1940)

#### Für zwei Instrumente
- Großes Rondo für Klarinette und Klavier (1912/13), Fragment, verschollen
- Sonate für Violine und Klavier (1912/13), verschollen
- Satz für Violine und Klavier (1914/15), Fragment (GA V/6)
- 3 Stücke für Violoncello und Klavier op. 8 (1917) (GA V/6)
- Sonate Es-Dur für Klavier und Violine op. 11 Nr. 1 (1918) (GA V/6)
- Sonate D-Dur für Klavier und Violine op. 11 Nr. 2 (1918) (GA V/6)
- Sonate für Bratsche und Klavier op. 11 Nr. 4 (1919) (GA V/6)
- Sonate für Violoncello und Klavier op. 11 Nr. 3 (erste Fassung 1919, verschollen; zweite Fassung 1921 [GA V/6])
- Sonate für Bratsche und Klavier op. 25 Nr. 4 (1922) (GA V/6)
- Kleine Sonate für Viola d’amore und Klavier op. 25 Nr. 2 (1922) (GA V/6)
- Kanonische Sonatine für 2 Flöte op. 31 Nr. 3 (1923)
- Konzertstück für 2 Altsaxophone (1933)
- Duettsatz für Bratsche und Violoncello (1934) (GA V/5)
- Sonate E-Dur für Violine und Klavier (1935) (GA V/7)
- Sonate für Flöte und Klavier (1936)
- Sonate für Oboe und Klavier (1938)
- Sonate für Fagott und Klavier (1938)
- Sonate für Bratsche und Klavier (1938/39) (GA V/7)
- Sonate C-Dur für Violine und Klavier (1939) (GA V/7)
- Sonate für Klarinette und Klavier (1939)
- Sonate für Horn und Klavier (1939)
- Sonate für Trompete und Klavier (1939)
- A Frog He Went A-courting. Variations on an Old-English Nursey Song für Violoncello und Klavier (1941) (GA V/7)
- Sonate für Englischhorn und Klavier (1941)
- Sonate für Posaune und Klavier (1941)
- Kleine Sonate für Violoncello und Klavier (1942) (GA V/7)
- Echo für Flöte und Klavier (1942)
- Sonate für Althorn (oder Waldhorn oder Altsaxophon) und Klavier (1943)
- Sonate für Violoncello und Klavier (1948) (GA V/7)
- Sonate für Kontrabass und Klavier (1949) (GA V/7)
- Sonate für Basstuba und Klavier (1955)

#### Für ein Instrument
- Sonate für Violine solo op. 11 Nr. 6 (1917/18) (in GA V/5 nur als Fragment veröffentlicht)
- 2 Stücke für Orgel (1918)
- Sonate für Bratsche solo op. 11 Nr. 5 (1919) (GA V/5)
- Sonate für Bratsche solo op. 25 Nr. 1 (1922) (GA V/5)
- Sonate für Bratsche solo op. 31 Nr. 4 (1923) (GA V/5)
- Sonate für Violoncello solo op. 25 Nr. 3 (1923) (GA V/5)
- Sonate für Violine solo op. 31 Nr. 1 (1924) (GA V/5)
- Sonate für Violine solo op. 31 Nr. 2 (1924) (GA V/5)
- 2 Sätze aus einer Sonate (?) für Violine solo (1925?), Fragment (GA V/5)
- 8 Stücke für Flöte allein (1927)
- Sonate für Bratsche solo (1937) (GA V/5)
- I. Sonate für Orgel (1937)
- II. Sonate für Orgel (1937)
- Sonate für Harfe (1939)
- III. Sonate über alte Volkslieder für Orgel (1940)

### Klaviermusik

#### Klavier zu zwei Händen
- Thema mit Variationen (1912/13), verschollen
- Polonaise (1917?), verschollen
- In einer Nacht … Träume und Erlebnisse op. 15 (1917/1919) (GA V/9)
- Tanzstücke op. 19 (1920) (GA V/9)
- Sonate op. 17 (1920), verschollen; nach den Skizzen rekonstruiert von B. Billeter (GA V/9)
- Berceuse (1921?) (GA V/9)
- Lied (1921?) (GA V/9)
- Klavierstück (1921), verschollen
- 4 Klavierstücke (1921), verschollen
- Suite 1922 op. 26 (1922) (GA V/9)
- Tanz der Holzpuppen aus dem Weihnachtsmärchen Tuttifäntchen (1922)
- Klavierstück (1927), Fragment, verschollen
- Klaviermusik op. 37 (GA V/9)
  - Erster Teil: Übung in drei Stücken (1925)
  - Zweiter Teil: Reihe kleiner Stücke (1927)
- Klavierstück (1929) (GA V/9)
- Klavierstücke (1931), Fragment, verschollen
- 2 kleine Klavierstücke (1934), verschollen
- I. Sonate (1936’) (GA V/10)
- Variationen, ursprünglicher 2. Satz aus der I. Sonate (1936) (GA V/10)
- II. Sonate (1936) (GA V/10)
- III. Sonate (1936) (GA V/10)
- Ludus tonalis. Studies in Counterpoint, Tonal Organisation & Piano Playing (1942) (GA V/10)

#### Klavier zu vier Händen
- Drei wunderschöne Mädchen im Schwarzwald, Walzer op. 6 (1916) (GA V/9)
- Marsch (1916), verschollen
- Todtmooser Abschiedsmarsch mit Hymne (1917), verschollen
- Rag Time (wohltemperiert), Bearb. (1921)
- Symphonie „Mathis der Maler“, Bearb. (1934)
- Sonate (1938) (GA V/10)

#### Zwei Klaviere zu vier Händen
- Quartett für Klarinette, Violine, Violoncello und Klavier, Bearbeitung (1938)
- Sonate (1942)

### Filmmusik
- In Sturm und Eis/Im Kampf mit dem Berg (Arnold Fanck) für Salonorchester oder Violine und Klavier (1921)
- Musik zum Film Felix der Kater im Zirkus für mechanisches Klavier (1927), verschollen
- Musik zum Film Vormittagsspuk für mechanisches Klavier (1928), verschollen
- Musik zu einem abstrakten Fischinger-Film für Streichtrio (1931), verschollen
- Musik zu einem Fischinger-Film für Violine solo (1932), verschollen

### Elektroakustische Musik, Musik für mechanische Instrumente
- Musik für mechanische Instrumente op. 40 (1926), fragmentarisch erhalten
  - I. Toccata für mechanisches Klavier
  - II. Suite für mechanische Orgel nach: Das Triadische Ballett
- Grammophonplatten-eigene Stücke, 2 Platten: 1. für Xylophone usw., 2. für Gesang (1930)
- Des kleinen Elektromusikers Lieblinge, 7 Stücke für 3 Trautonien (1930)
- Konzertstück für Trautonium und Streichorchester (1931)
- Langsames Stück und Rondo für Trautonium (1935), verschollen

## Sing- und Spielmusik, Übungsstücke, Kanons, Parodien, Unterhaltungsmusiken

### Werksammlungen
- Spielmusik für Streicher, Flöte und Oboe op. 43 Nr. 1 (1926/27) (GA VIII/1)
- Lieder für Singkreise op. 43 Nr. 2 (1926) (GA VIII/1)
  - 1. Ein jedes Band (August Graf von Platen)
  - 2. O Herr, gib jedem seinen eignen Tod (Rainer Maria Rilke)
  - 3. Man weiß oft gerade denn am meisten (Matthias Claudius)
  - 4. Was meinst du, Kunz (Matthias Claudius)
- Schulwerk für Instrumental-Zusammenspiel op. 44 (1927) (GA VIII/1)
  - I. Neun Stücke für zwei Geigen oder zweistimmigen Geigenchor
  - II. Acht Kanons für zwei Geigen oder zweistimmigen Geigenchor mit begleitender Geige oder Bratsche
  - III. Acht Stücke für zwei Geigen, Bratsche und Cello (einzeln oder chorisch besetzt) (auch für 2 Violinen, Bratsche, Violoncello und Kontrabass, 1961)
  - IV. Fünf Stücke für Streichorchester (für weiter Fortgeschrittene. Vollkommene Ausnutzung der ersten Lage in allen Streichinstrumenten)
- 2 Lieder für 3 Singstimme (1927)
  - 1. Geh unter, schöne Sonne (Friedrich Hölderlin)
  - 2. Wenn schlechte Leute zanken (Gottfried Keller)
- Sing- und Spielmusik für Liebhaber und Musikfreunde op. 45 (1928/29) (GA VIII/1)
  - I. Frau Musica. Musik zum Singen und Spielen auf Instrumenten nach einem Text von Luther (Neufassung als Dame Music [1943])
  - II. Acht Kanons für zwei Singstimmen mit Instrumenten
    - 1. Hie kann nit sein ein böser Mut (anonym)
    - 2. Wer sich die Music erkiest (Martin Luther)
    - 3. Die wir dem Licht in Liebe dienen (Reinhard Goering)
    - 4. Aufafolgt b (Christian Morgenstern)
    - 5. Niemals wieder (Franz Werfel)
    - 6. Das weiß ich und hab ich erlebt (Jakob Kneip)
    - 7. Mund und Augen wissen ihre Pflicht (Hermann Claudius)
    - 8. Erde, die uns dies gebracht (Morgenstern)

  - III. Ein Jäger aus Kurpfalz, der reitet durch den grünen Wald. Spielmusik für Streicher und Bläser
  - IV. Kleine Klaviermusik. Leichte Fünftonstücke
  - V. Martinslied für einstimmigen Gesang (Solo oder Chor) und Instrumente (Johannes Olorius)
- 44 Stücke für 1 und 2 Violinen (1931)
- Plöner Musiktag (1932) (GA VIII/1)
  - A. Morgenmusik
  - B. Tafelmusik
    - 1. Marsch
    - 2. Intermezzo
    - 3. Trio für Streichinstrumente
    - 4. Walzer

  - C. Mahnung an die Jugend, sich der Musik zu befleißigen (Martin Agricola), Kantate
    - 1. Marsch
    - 2. 4 Chöre
    - 3. Arie
    - 4. Kanon
    - 5. Melodram
    - 6. Schlußchor

  - D. Abendkonzert
    - 1. Einleitungsstück für Orchester
    - 2. Flöte solo mit Streichern
    - 3. 2 Duette für Violine und Klarinette
    - 4. Variationen für Klarinette und Streicher
    - 5. Trio für Blockflöten
    - 6. Quodlibet für Orchester
- 9 kleine Lieder für ein amererikanisches Schulliederbuch für Chor und Klavier (1938)
  - 1. The Spiders Web
  - 2. Romance
  - 3. Rain
  - 4. Prayer for a Pilot
  - 5. April Rain
  - 6. Thrush Song
  - 7. A Rain Song
  - 8. The Sea Gipsy
  - 9. Young and Old

### Einzelwerke
- Studien für Violine allein (1916?), Fragment
- Übungen für Geiger, Versuch systematischer Übungen zur heutigen Geigentechnik (1926)
- Ach wie singt sich eine Quarte doch so schwer für Singstimme, und Klavier (1927?)
- 2 Duette für Fagott und Kontrabass (1927?)
- Lügenlied (anonym) für 2 Frauenstimmen und 1 Männerstimme, mit Instrumenten (1928)
- Spiel- und Hörschule für Melodie-Instrumente (1931), fragmentarisch erhalten
- Übungsstück für 2 Flöten, 2 Oboen, 4 Klarinetten, Tenorsaxophon und 2 Fagotte (1932), verschollen
- Ausflugskantate für Solo, Chor und 4 Klarinetten (1934), verschollen
- Drei leichte Stücke für Violoncello und Klavier (1938)
- Stücke für Fagott und Violoncello (1941)
- Duett für 2 Violoncelli (1942?)
- Ludus minor für Klarinette und Violoncello (1944)

### Bühnenwerke
- Tuttifäntchen (Hedwig Michel/Franziska Becker), Weihnachtsmärchen 3 Bilder (1922; 13. Dez. 1922 Darmstadt)
- Wir bauen eine Stadt (Robert Seitz), Spiel für Kinder (1930; 21. Juni 1930 Berlin)
- Kinderoper für Gesang und Instrumente (1932?), Fragment

### Hörspiele
- Der Lindberghflug (Bertolt Brecht), Hörspiel mit Musik von Kurt Weill und Paul Hindemith; Weill komponierte die Nrn. I, II, III, IV, VIb, IX, XII und XIII, Hindemith die Nrn. V, VIa, VIII, XI, XIV und XVI; die Nrn. VII, X, und XV blieben unvertont (1929; 27. Juli 1929 Baden-Baden); die Vokalstimme, der Nr. XI ist verschollen (GA I/6)
- Sabinchen (Robert Seitz) (1930; 19. Juni 1930 Berlin)

### Musik aus dem Unterricht
- Musik zu einem Trickfilm für Klavier (1931), verschollen
- Reklamefilm Clermont & Fouet für Streichtrio (1931), verschollen
- 2 Fugen für Klavier (1940)
- A Song of Music (George Taylor) für Frauenchor und Klavier/Streicher (1940)
- Agnus Dei und Dona nobis für Männerchor (1941)
- Enthusiasm für Flöte und Viola (1942)
- Introduction and Passacaglia für Streichtrio (1941)
- Du bist mein/I am of Thee für Sopran und Klavier (1941)
- Sonate für Klavier, 1. Satz (1941)

### Kanons
(Texte, wenn nicht anders angegeben, von Hindemith)
- Suchen Sie eine gute Unterkunft 4stimmig (1928)
- Sönnlein, geh nicht fort 2stimmig (1936)
- Richard Donovan Has Birthday 5stimmig (1941)
- Sing, Hevin Imperial 4stimmig (1942)
- Unusquisque eum cantum (Guido von Arezzo) 3stimmig (1943)
- Dolorum solacium (Petrus Abaelard) 4stimmig (1943)
- Oh, Threats of Hell and Hopes of Paradise! (Rábáyat) 4stimmig (1945)
- Sine musica nulla disciplina (Hrabanus Maurus) 3stimmig (1946)
- Musica divina laudes 3stimmig mit Streichern oder Blechbläser (1949)
- Wir sind froh (sowieso) 6stimmig (1951)
- Du Komponist bist trist 5stimmig (1953)
- Igitur Daniel 2stimmig (1953)
- Gar viele gibt’s 3stimmig mit Blechbläser (1954)
- Siebzig, ja siebzig ist ein gutes Alter 11stimmig (1954)
- Kanon zu 4 Instrumentalstimmen (1955)
- 40,40,40,40, es lebe hoch 3Sstimmig (1956)
- Othmar Sch, Sch, Sch Schoeck 4stimmig (1956)
- Unsre Amseln lassen sich’s nicht verdrießen 3stimmig (1957)
- Was wär die Welt ohne unsren Igor 3stimmig (1957)
- Obgleich verspätet, gratulieren 3stimmig (1958)
- Wir gratulieren, wünschen Glück 4stimmig (1958)
- Mit Freuden seinen Wunsch entbiet’ 3stimmig (1958)
- Dem Rias Kammerchor viel Glück 7stimmig (1958)
- Jubiläumskanon 9stimmig (1958)
- Festmarsch 3stimmig mit Tuba (1959)
- Joseph, Joseph, lieber Joseph 4stimmig (1959)
- Wollte ich allen brieflich danken 3stimmig (1960)
- Hoch soll er dreimal leben 3stimmig (1962)
- Hoch leb der Jubilar 3stimmig (1962)
- Cum sit enim proprium 4stimmig (1963)
- Et obstinati quidam cantare volentes (Johannes de Muris) 5stimmig (1963)

### Parodien
- Fragment eines Streichquartetts des botokudischen Komponisten H. Timednih (1916)
- Musik für 6 Instrumente und einen Umwender, Marsch für Flöte, Klavier, 2 Violinen, Violoncello und Kontrabass (1917?), verschollen
- Mitternacht, Melodram für Flügelhorn, Horn, Viola, Fagott, Posaune und Schlagzeug (1918), verschollen
- Der Orkan, Monodram lyrique (1919)
- Das atonale Cabaret für Gesang, Gitarre, Klavier und Blasorchester (1921), verschollen
  - 1. Eröffnungsmarsch
  - 2. Mein Lieschen (Frank Wedekind)
  - 3. Der Leierkastenmann
  - 4. Der Kater ist ein schönes Tier
  - 5. Die Schwiegermutter
  - 6. Valse boston
  - 7. 2 Lieder aus Dafnis (Arno Holz)
  - 8. Das Lied vom gehorsamen Mägdelein (Frank Wedekind)
- Der Sturm im Wasserglas, Berceuse für kleine Flöte, Klavier und Streichquintett (1922), verschollen
- Minimax. Repertorium für Militärorchester für Streichquartett (1923)
- Lied mit großer Orchesterbegleitung im Stile Richard Strauss’. Text aus einer Imkerzeitung für Sopran und Streichquartett (1925?), verschollen
- Ouvertüre zum „Fliegenden Holländer“, wie sie eine schlechte Kurkapelle morgens um 7 am Brunnen vom Blatt spielt für Streichquartett (1925?)
- Stücke für Kontrabass solo (1927)
- Musikalisches Blumengärtlen und Leyptziger Allerley für Klarinette und Kontrabass (1927)
- The Expiring Frog, Recitativo et aria ranatica. Text nach der Encyclopedia Britannica und Charles Dickens für Gesang und Klavier (1944)
- Melodrama. Text aus den „Instructions for form 1040. US. Treasury“ für Gesang und Instrumente (1944)

### Unterhaltungsmusiken
- Jubiläumsmusik zu Fritz Dippels 25-jährigem Dienstjubiläum für Streichquartett (1917), verschollen
- Das Grab ist meine Freude. Festmarsch für Flöte, Klavier, 2 Violinen, Violoncello und Kontrabass (1917?), verschollen
- Gut Ziel, Valse lente für Flöte, Klavier, 2 Violinen, Violoncello und Kontrabass (1917?), verschollen
- The Spleeny Man, Ragtime für Flöte, Klavier, 2 Violinen, Violoncello und Kontrabass (1917?), verschollen
- Fox-trot für Klavier (1919), verschollen
- Een krachtig vvedsel, Konzertwalzer für Flöte, Klavier und Streicher (1920), verschollen
- Young Lorch Fellow, Rag für kleine Flöte, Klavier und Streichquintett (1920), verschollen
- Lijonel, der Abschieds-Foxtrott für kleine Flöte, Klavier und Streichquintett (1920), verschollen
- Heimat-Sehnen für Gesang und Klavier (1920), verschollen
- Colombo, Intermezzo für Flöte, Klavier und Streichquintett (1920), verschollen
- Gouda-Emmental, Marsch für kleine Flöte, Klavier und Streichquintett (1920), verschollen
- Musik zum Genossenschaftsfest „Einfuhrmesse in Timbuktu“ für Violine, Oboe und Schlagzeug (1922), verschollen
- Bobby’s Wahn-Step für Klavier (1922), verschollen
- Regimentsmarsch der „Tipopo“ für Klavier (1922), verschollen, bearbeitet für Streicher und Bläser (1924)
- 2 Shimmies für Saxophon, Trompete, Posaune, Klavier und 2 Violinen (1924), verschollen
- Unterhaltungsmusik für 3 Klarinetten (1934), verschollen

## Bearbeitungen fremder Werke
- David Popper, Serenade für Violoncello und Orchester, bearbeitet (1919), verschollen
- Arrangements und Generalbassaussetzungen zu Werken von Ariosti, Bach, Biber, Ganswindt, Händel, Perotinus, Petzold, Rust, Stamitz und Vivaldi (1923/1931)
- Marius Casadesus nach Wolfgang Amadeus Mozart, Adelaide-Konzert für Violine und Orchester, Partitur nach einem Particell eingerichtet (mit Franz Willms, 1933)
- Kadenzen zu Violinkonzert von Mozart (1933), verschollen
- Kadenzen zum Klavierkonzert KV 41 von Mozart (1933), verschollen
- Bearbeitung von ausländischen Liedern für Streichquintett und Klarinette (1936), verschollen
- Robert Schumann, Violinkonzert, Bearbeitung der Solo-Violine (1937)
- Claudio Monteverdi, Orfeo, Versuch einer Rekonstruktion der ersten Aufführung (1943)
- Suite französischer Tänze aus den von Pierre d’Attaignant gedruckten „Livres de Danceries“ des Claude Gervaise und Estienne du Tertre, eingerichtet für kleines Orchester (1948)
- Max Reger, Der 100. Psalm für gemischten Chor und Orchester, Bearbeitung (1955)
- Giovanni Gabrieli, Sacrae Symponiae I, eingerichtet: 1. Deus, qui beatum Marcum, 2. Iudica me, 3. Magnificat, 4. Nunc dimittis, 5. Omnes gentes plaudite, 6. Virtute magna (1959)

## Schriften

### Dramen
- Das Leben dringt in die Zelle. Mysteric (1914)
- Im Dr. H. C. Eine Scene (1916)
- Ein neues Traumspiel: Abdul Rednils Träumereien (an seinem eigenen Kamin) vorbedacht und nachempfunden von dem Verfasser. Eine Tragödie mit Chören (1916/17)
- Todtmoosiana. Ein naturalistisches Schauspiel in drei Akten von mir (1917)
- Winter 1919. Tragödie (1919)
- Die Tragödie im Kino. Ein moralisches Trauerspiel von einem, der nicht mehr „ganz klar“ war! (1919)
- Der Bratschenhimmel (1920)

### Bücher
- Vorschläge für den Aufbau des türkischen Musiklebens (1936), Izmir 1983
- Unterweisung im Tonsatz
  - Bd. 1: Theoretischer Teil, Mainz 1937, erweitert 1940, englisch als The Craft Of Musical Composition, Bd. 1: Theory, New York 1942
  - Bd. 2: Übungsbuch für den zweistimmigen Satz, Mainz 1939, englisch als Bd. 2: Exercises in Two-part Writing, New York 1941
  - Bd. 3: Übungsbuch für den dreistimmigen Satz, hrsg. von A. Rubeli/A. Briner/D. Meier, Mainz 1970
- A Concentrated Course in Traditional Harmony, New York 1943, 2. korrigierte und erweiterte Auflage 1944, deutsch als Aufgaben für Harmonieschüler, Mainz 1949
- Elementary Training for Musicians, New York 1946, revidiert 1949, deutsch als Übungsbuch für elementare Musiktheorie, Mainz 1975
- Traditional Harmony II. Exercises for Advanced Students, New York 1949, deutsch als Harmonieübungen für Fortgeschrittene, Mainz 1949
- A Composers World. Horizons and Limitations, Cambridge 1952, erweiterte deutsche Ausgabe als Komponist in seiner Welt. Weiten und Grenzen, Zürich 1959

### Einführungen, Aufsätze, Vorträge

#### Einführungen in eigene und fremde Werke, Autobiographisches
- Paul Hindemith, in: NMZ 43, 1922, 329; AVR 7
- Gemeinschaft für Musik (zusammen mit Reinhold Merten, 1922), AVR 8
- Histörchen, in: Auftakt 4, 1924> 78–82; AVR 9–15
- Zu unserem Programm (zusammen mit Heinrich Burkard und Josef Haas), in: Programmheft Donaueschingen 1926, ohne Paginierung; AVR 16–18
- Acht Kanons op. 45,2, Vorwort (1928), in: Schott Ed. 1462; Werkeinführungen., 129
- Frau Musica op. 45,1 Vorwort (1928), in: Schott Ed. 1460; Werkeinführungen 128f
- Zu unserer Vorführung „Film und Musik“; in: Programmheft Baden-Baden 1928, 26–28; AVR 29–32
- Neue Aufgaben (zusammen mit Heinrich Burkard und Josef Haas), in: Programmheft Baden-Baden 1929,5h; AVR 34–36
- Kammermusik Nr. 5 op. 36,4 (1929), Werkeinführungen 129f
- Lehrstück, Vorwort (1929), in: Schott Ed. 1500; Werkeinführungen 130–133
- Berlin 1930, in: Programmheft Neue Musik Berlin 1930, ohne Paginierung; AVR 45f
- Originalwerke für Schallplatte (1930), in: Programmheft Neue Musik Berlin 1930, ohne Paginierung; Werkeinführungen 134f
- Sabinchen (1930), in: Programmheft Neue Musik Berlin 1930, ohne Paginierung; Werkeinführungen 134
- Wir bauen eine Stadt, Vorwort (1930), in: Schott Ed. 5424; Werkeinführungen 133
- Martinslied op. 45,5, Vorwort (1931), in: Schott Ed. 1570; Werkeinführungen 135f
- Plöner Musiktag, Vorwort (1932), in: Schott Ed. 1626; Werkeinführungen 136f.
- Symphonie „Mathis der Maler“ (1934), Werkeinführungen 137–139
- Mathis der Maler, in: Neue Zürcher Zeitung, 29. Mai 1938, Beilage Das Wochenende; Werkeinführungen 139–141
- Mathis der Maler (1938), Werkeinführungen 141–143
- Mathis der Maler, in: Programmheft zur UA der Oper Mathis der Maler, 28. Mai 1938 Zürich; Werkeinführungen 144–146
- Orchestersuite Nobilissima Visione (1939), Werkeinführungen 146f
- Herodiade, Vorwort (1944), in: Schott Ed. 4115; Werkeinführungen 147–150
- Das Marienleben, Einl. zur Neufassung, in: Schott Ed. 2026; Werkeinführungen 150–175
- Where Lilacs Last in the Door-yard Bloom’d (1948), Werkeinführungen 175
- Vorwort zu W. Apel, French Secular Music of the Late Four-teenth Century, Cambridge 1950; Werkeinführungen 176f
- Vorwort zu H. Hock, Ein Leben mit der Geige. Erinnerungen an Blütezeiten des Musiklebens in Frankfurt am Main, Ffm. 1950; Werkeinführungen 177f.
- Concerto for Clarinet and Orchestra (1950), Werkeinführungen 178
- Sinfonie „Die Harmonie der Welt“ (1952), Werkeinführungen 179
- Symphonische Musik für Blasinstrumente (1952), Werkeinführungen 179–181
- Cantique de l’Esperance (1953), Werkeinführungen 182
- Ite, angeli veloces (1955), Werkeinführungen 183f
- Über Debussy (1955?), AVR 290
- Übungen für Geiger, Vorwort (1957), in: Schott Ed. 4687; Werkeinführungen 184f
- P. d’Attaignant, Suite französischer Tänze, Vorwort (1958), in: Schott Ed. 4983; Werkeinführungen 185–187
- Madrigale, Vorwort (1958), in: Schott Ed. 5410; Werkeinführungen 187–189
- Pittsburgh Symphony (1959), Werkeinführungen 189–192
- [Über Gesualdo] (1959), Werkeinführungen 192–194
- G. Gabrieli, Symphoniae Sacrae (1959/60), Werkeinführungen 194–207
- Das lange Weihnachtsmahl (1961), Werkeinführungen 207f.

#### Aufsätze
- Zur mechanischen Musik, in: Programmheft Baden-Baden 1927, 51–55; AVR 19–24
- Über Musikkritik, in: Melos 8, 1929, 106–108; AVR 37–41
- Forderungen an den Laien, in: Musik und Gesellschaft 1, 1930, 8–10; AVR 42–44
- Komposition und Kompositionsunterricht (1933/1935), AVR 47–115
- [Neue Musik und Publikum] (1935?), AVR 116–119
- Methoden der Musiktheorie (1943), AVR 177–186; engl, als Methods of Music Theory, in: Musical Quarterly 1944, 20–28
- Bericht über meine Reise durch Deutschland (April 1949), AVR 210–221
- Komposition im heutigen Deutschland (Juni 1949), AVR 222–236

#### Vorträge
- Wie soll der ideale Chorsatz der Gegenwart oder besser der nächsten Zukunft beschaffen sein? (18. Okt. 1927, Berlin), AVR 25–28
- Mahnung an die Jugend, sich der Musik zu befleißigen (26. April 1937, New York), AVR 120–124
- Über die Viola d’amore (20. Mai 1937, Cremona), AVR 125–130
- Betrachtungen zur heutigen Musik I/II (8./15. April 1940, New Haven), AVR 131–176
- [Lecture Chicago Univ.] (Dez. 1941)
- [Über Biber-Sonaten] (15. Febr. 1942)
- Musik und Musiker in alter und neuer Zeit (14. Febr. 1944, Chicago), AVR 187–202
- Old and New Problems of Music Theory (3. März 1947, Cleveland)
- Contemporary Techniques in the Conjctural Opinion of a Musician of the Future (3. März 1947, Cleveland)
- Probleme eines heutigen Komponisten (29. Okt. 1948, Wien), AVR 203–206
- Über musikalischen Unterricht (30. Okt. 1948, Wien), AVR 207–209
- Musikleben in den USA (23. Jan. 1949, Zürich)
- Ethos (28. Jan. 1949, München)
- Lebendige Musikgeschichte (2. Febr. 1949, München)
- Lecture on the „Craft Of Musical Composition“ (1940er Jahre)
- Music Theory (8. Febr. 1950, Boston), AVR 237–252
- Johann Sebastian Bach. Ein verpflichtendes Erbe (12. Sept. 1950, Hamburg), Ffm. 1953; AVR 253–270
- Introduction to „Performers“ as a Lecture (1. März 1951, Urbana)
- Musikerziehung, warum, wie und wozu (21. Aug. 1952, Salzburg), AVR 271–282
- [Ansprache bei der Eröffnung des Niederrheinischen Musikfestes in Wuppertal] (4. Juni 1955, Wuppertal), AVR 283–285
- Gedenkworte für Wilhelm Furtwängler (18. Juni 1955, Bonn), AVR 286–285
- [Ansprache zur Entgegennahme des Sibelius-Preises] (9. Okt. 1955, Helsinki), AVR 291f.
- Hören und Verstehen unbekannter Musik (15. Dez. 1955, Zürich), AVR 293–309
- [Ansprache zur Entgegennahme des Balzan-Preises] (11. Mai 1963, Rom), AVR 310–313
- Sterbende Gewässer (28. Juni 1963, Bonn), AVR 314–336

## Gesamtausgabe
- Serie I. Bühnenwerke
  - Band I,1: Mörder Hoffnung der Frauen, PHA 101 (1979)
  - Band I,2: Das Nusch-Nuschi, PHA 102 (2002)
  - Band I,3: Sancta Susanna, PHA 103 (1975)
  - Band I,4: Cardillac (Original), PHA 104 (1979–80)
  - Band I,5: Cardillac (Revised), PHA 105
  - Band I,6: Szenische Versuche, PHA 106 (1982)
  - Band I,7: Neues vom Tage (Original), PHA 107 (2003)
  - Band I,8: Neues vom Tage, Neufassung (Revised), PHA 108
  - Band I,9: Mathis der Maler, PHA 109 (2017–18)
  - Band I,10: Die Harmonie der Welt, PHA 110
  - Band I,11: The Long Christmas Dinner / Das Lange Weihnachtsmahl, PHA 111 (1986)
  - Band I,12: Ballette I, PHA 112 (2016)
  - Band I,13: Ballette II, PHA 113 (2015)
  - Band I,14: Ballette III, PHA 114
- Serie II. Orchesterwerke
  - Band II,1: Orchesterwerke: 1916–30, PHA 201 (1987)
  - Band II,2: Orchesterwerke: 1932–34, PHA 202 (1991)
  - Band II,3: Symphonische Tänze (1937), PHA 203 (1980)
  - Band II,4: Orchesterwerke: 1940–43, PHA 204 (1988)
  - Band II,5: Orchesterwerke: 1943–46, PHA 205 (2012)
  - Band II,6: Orchesterwerke: 1949–51, PHA 206 (2015)
  - Band II,7: Orchesterwerke: 1958–60, PHA 207 (1984)
  - Band II,8: Werke für Blasorchester, PHA 208
  - Band II,9: Bearbeitungen, PHA 209 (2017)
- Serie III. Solokonzerte
  - Band III,1: Klavierkonzerte, PHA 301
  - Band III,2: Concerto for Organ and Orchestra (1962–63), PHA 302
  - Band III,3: Violinkonzert / Konzertmusik, Op. 48, PHA 303 (1994)
  - Band III,4: Bratschenkonzerte, PHA 304 (1997)
  - Band III,5: Konzert in Es-Dur für Violoncello und Orchester op. 3 (1915/16), PHA 305 (1977)
  - Band III,6: Konzert für Violoncello und Orchester (1940), PHA 306 (1984)
  - Band III,7: Bläserkonzerte I, PHA 307 (1983)
  - Band III,8: Bläserkonzerte II, PHA 308 (1977)
- Serie IV. Konzertante Kammermusik
  - Band IV,1: Konzertante Kammermusik I, PHA 401 (2007)
  - Band IV,2: Konzertante Kammermusik II, PHA 402 (2007)
  - Band IV,3: Konzertante Kammermusik III, PHA 403 (2009)
- Serie V. Kammermusik
  - Band V,1: Bläserkammermusik I, PHA 501 (2001)
  - Band V,2: Bläserkammermusik II, PHA 502
  - Band V,3: Bläserkammermusik III, PHA 503 (2013)
  - Band V,3: Bläserkammermusik III, (Solostimmen), PHA 503–1 (2013)
  - Band V,4-I: Streicherkammermusik I, PHA 504–10 (2011)
  - Band V,4-II: Streicherkammermusik I, PHA 504–20 (2013)
  - Band V,5: Streicherkammermusik II, PHA 505 (1993)
  - Band V,5–1: Streicherkammermusik II, (Supplement), PHA 505–1 (2014)
  - Band V,6: Streicherkammermusik III, PHA 506 (1976)
  - Band V,6: Streicherkammermusik III, (Solostimmen), PHA 506–1 (1976)
  - Band V,7: Streicherkammermusik IV, PHA 507 (1992)
  - Band V,7: Streicherkammermusik IV, (Solostimmen), PHA 507–1 (1992)
  - Band V,8: Orgel- und Harfenwerke, PHA 508
  - Band V,9: Klaviermusik I, PHA 509 (1990)
  - Band V,9: Klaviermusik I, (Klaviersonate, Op. 17, rekonstruierte Fassung), PHA 509–1 (1990)
  - Band V,10: Klaviermusik II, PHA 510 (1981)
- Serie VI. Lieder
  - Band VI,1: Klavierlieder I, PHA 601 (1983)
  - Band VI,2: Klavierlieder II, PHA 602
  - Band VI,3: Klavierlieder III, PHA 603 (1999)
  - Band VI,4: Sologesänge mit Instrumenten, PHA 604 (1994)
  - Band VI,5: Sologesänge mit Orchester, PHA 605 (1983)
- Serie VII. Chorwerke
  - Band VII,1: Oratorium „Das Unaufhörliche“ (1931), PHA 701 (1996)
  - Band VII,2: When Lilacs Last in the Door-Yard Bloom'd (1946), PHA 702 (1986)
  - Band VII,3: Kantate „Ite Angelo Veloces“ (1953–55), PHA 703
  - Band VII,4: (Various Chorwerke), PHA 704
  - Band VII,5: Chorwerke a cappella, PHA 705 (1989)
- Serie VIII. Sing- und Spielmusik, Übungsstücke, Etüden
  - Band VIII,1: Sing- und Spielmusik I, PHA 801 (2000)
  - Band VIII,2: Sing- und Spielmusik II, PHA 802 (2008)
  - Band VIII,3: Sing- und Spielmusik III, PHA 803 (2009)
- Serie IX. Varia
  - Band IX,1: Gelegenheitskompositionen (Vokal), PHA 901
  - Band IX,2: Gelegenheitskanons, PHA 902
  - Band IX,3: Filmmusiken, PHA 903
  - Band IX,4: Trautonium-Kompositionen, PHA 904
  - Band IX,5: Parodien, Scherzstücke, PHA 905
  - Band IX,6: Arbeiten im Kompositionsunterricht mit Klassen, PHA 906
  - Band IX,7: Bearbeitungen, Kadenzen, PHA 907
- Serie X. Mechanische Musik / Musik auf Tonträgern
  - Band X,1: Ausgabe als CD, PHA 1000